# Bolzanos sats
Bolzanos sats eller satsen om mellanliggande värden är en matematisk sats, som ofta kan användas då man vill undersöka om en ekvation, {\displaystyle f(x)=0\,}, går att lösa. Det enda kravet på funktionen {\displaystyle f\,} är att den skall vara kontinuerlig.

## Bolzanos sats eller satsen om mellanliggande värden
Låt {\displaystyle f:[a,b]\longrightarrow \mathbb {R} } vara en kontinuerlig funktion på ett slutet och begränsat intervall {\displaystyle [a,b]\subseteq \mathbb {R} }. Antag att funktionsvärdena {\displaystyle f(a)\,} och {\displaystyle f(b)\,} är olika. Om {\displaystyle c\,} är ett tal som ligger mellan talen {\displaystyle f(a)\,} och {\displaystyle f(b)\,}, så finns det ett motsvarande tal, {\displaystyle x_{c}\,}, som ligger mellan talen
{\displaystyle a\,} och {\displaystyle b\,} med egenskapen att
{\displaystyle c=f(x_{c})\,}.

## Användningar av Bolzanos sats
Vi är intresserade av att lösa ekvationen {\displaystyle f(x)=0\,}, där {\displaystyle f\,} är en kontinuerlig icke-linjär funktion, exempelvis tredjegradspolynomet
{\displaystyle f(x)=x^{3}-15\,x-4.}
Vi ser att funktionsvärdena {\displaystyle f(3)=-22\,} och {\displaystyle f(5)=46\,} är olika och att talet 0 (noll) ligger mellan dem. 
Bolzanos sats säger att det finns minst ett tal {\displaystyle x_{0}\,}, som ligger mellan talen 3 och 5, som är sådant att {\displaystyle f(x_{0})=0\,}. Det existerar därför en lösning till ekvationen {\displaystyle f(x)=0\,} och denna lösning är ett element i det slutna och begränsade intervallet [3,5].
Man kan lokalisera lösningen genom att halvera intervallet [3,5] och undersöka hur funktionsvärdet, {\displaystyle f(4)}, i intervallets mittpunkt förhåller sig till värdena {\displaystyle f(3)} och {\displaystyle f(5)} : Om {\displaystyle f(4)\geq 0}, så ligger lösningen till ekvationen någonstans i intervallet [3,4]. Om {\displaystyle f(4)\leq 0}, så ligger lösningen någonstans i intervallet [4,5]; I detta fall råkar det vara så att {\displaystyle f(4)=0\,}, vilket visar att {\displaystyle x=4\,} är en lösning till tredjegrads-ekvationen 
{\displaystyle x^{3}-15\,x-4=0.}
Denna metod att lokalisera lösningar till ekvationer kallas Intervallhalverings-metoden.

### Bevis av Bolzanos sats
Vi antar att funktionsvärdet {\displaystyle f(a)\,} är mindre än {\displaystyle f(b)\,} och väljer ut ett godtyckligt tal, {\displaystyle c\,}, som ligger mellan dessa värden: 
{\displaystyle \,f(a)<c<f(b)\,.}
Associerat med detta tal bildar vi mängden 
{\displaystyle M_{c}=\{x\in [a,b]:f(x)<c\}.\,}
(Mängden {\displaystyle M_{c}\,} är icke-tom, eftersom det innehåller talet {\displaystyle a\,}: {\displaystyle f(a)<c.\,}) 
Talet {\displaystyle b\,} är en övre begränsning till mängden {\displaystyle M_{c}\,} – Det kan finnas flera övre begränsningar. Vi betecknar med symbolen {\displaystyle x_{c}} den minsta av alla möjliga övre begränsningar, det vill säga supremum över mängden {\displaystyle M_{c}}:
{\displaystyle x_{c}=\sup M_{c}.\,}
(Supremum existerar eftersom paret {\displaystyle ([a,b],<)\,} är en välordnad mängd.)
Vi skall visa att talet {\displaystyle x_{c}\,} har den önskade egenskapen att {\displaystyle f(x_{c})=c\,}, genom att utesluta de två övriga möjligheterna {\displaystyle f(x_{c})<c\,} och {\displaystyle f(x_{c})>c.\,}
Om funktionsvärdet {\displaystyle f(x_{c})<c\,} så är {\displaystyle f(z)<c\,} också, om talet {\displaystyle z\,} ligger tillräckligt nära talet {\displaystyle x_{c}\,}. Anledningen till detta är att funktionen {\displaystyle f\,} är kontinuerlig i punkten {\displaystyle x_{c}\,}.
Kontinuiteten hos funktionen {\displaystyle f\,} i punkten {\displaystyle x_{c}\,} innebär att talet {\displaystyle f(z)\,} ligger nära talet {\displaystyle f(x_{c})\,} :
{\displaystyle f(x_{c})-\varepsilon <f(z)<f(x_{c})+\varepsilon ,\,}
om talet {\displaystyle z\,} ligger tillräckligt nära talet {\displaystyle x_{c}\,}, 
{\displaystyle x_{c}-\delta (x_{c},\varepsilon )<z<x_{c}+\delta (x_{c},\varepsilon ).\,}
Vi har tillåtelse att välja det positiva talet {\displaystyle \varepsilon \,} som vi vill. Om vi väljer det positiva talet {\displaystyle \varepsilon =c-f(x_{c})\,}, så ser vi att {\displaystyle 2\,f(x_{c})-c<f(z)<c.\,}
Det går att välja talet {\displaystyle \delta \,} så litet att det öppna intervallet 
{\displaystyle (x_{c}-\delta ,\,x_{c}+\delta )\,} 
helt ligger innanför det slutna intervallet  {\displaystyle [a,b]\,}.
Det finns alltså tal {\displaystyle z\,} i mängden {\displaystyle M_{c}\,} med egenskapen att {\displaystyle x_{c}-\delta <z<x_{c}+\delta \,}. Eftersom {\displaystyle z\,} ligger i mängden {\displaystyle M_{c}\,}, måste {\displaystyle z\,} vara mindre än varje övre begränsning av {\displaystyle M_{c}\,}, speciellt måste {\displaystyle z\,} vara mindre än den minsta övre begränsningen av {\displaystyle M_{c}\,}: Talet {\displaystyle \sup M_{c}=x_{c}\,.} Detta innebär att vi har fått en motsägelse: 
Talen {\displaystyle z\,} besitter de två motstridiga egenskaperna att {\displaystyle z\leq x_{c}\,} och {\displaystyle z>x_{c}\,.}
Vi måste därför dra slutsatsen att det inte finns sådana tal. Men vi kunde hävda att sådana tal fanns, genom att vi utgick från att funktionsvärdet {\displaystyle f(x_{c})<c\,.} Därför har vi lyckats visa att olikheten {\displaystyle f(x_{c})<c\,} inte gäller.
På liknande sätt som i fallet då {\displaystyle f(x_{c})<c\,}, visar man att olikheten {\displaystyle f(x_{c})>c\,} inte gäller heller. Den enda möjligheten som återstår är att {\displaystyle f(x_{c})=c,\,} vilket var vad vi ville bevisa. 
Eftersom talet {\displaystyle c\in [f(a),f(b)]\,} var godtyckligt valt, har vi härmed bevisat Bolzanos sats.